# Феракане (Асти)
Феракане је насеље у Италији у округу Асти, региону Пијемонт.
Према процени из 2011. у насељу је живело 24 становника. Насеље се налази на надморској висини од 229 м.